# Jätten (finländsk film, 2016)
Jätten (finska: Jättiläinen) är en finsk spänningsfilm från 2016 i regi av Aleksi Salmenperä, med Joonas Saartamo, Jani Volanen, Peter Franzén och Saara Kotkaniemi i huvudrollerna. Den handlar om en tjänsteman som upptäcker svåra miljöproblem som har mörkats av ett gruvbolag och korrupta myndigheter. Filmens förlaga är den verkliga skandalen kring nickelgruvan Talvivaara.

## Medverkande
- Joonas Saartamo som Jussi Karevuo
- Jani Volanen som Pekka Perä
- Peter Franzén som Raimo
- Saara Kotkaniemi som Ada Koljonen
- Elena Leeve som Eeva

## Tillkomst
Berättelsen är inspirerad av miljöskandalen kring nickelgruvan Talvivaara. Arbetet med filmen började före de sista avslöjandena som år 2014 ledde till att den finländska staten tog över gruvbolaget som då gått i konkurs. I det tidiga arbetet med filmen intervjuade manusförfattaren Pekko Pesonen gruvans VD Pekka Perä i tre timmar. Pesonen använde många av de saker som Perä hade sagt i intervjun som direkta repliker i filmen. Mycket i filmens handling är dock fiktivt, i synnerhet skildringar av samarbete och möten mellan korrupta tjänstemän, där ingen dokumentation från verkligheten finns att studera. Enligt Pesonen var den svåraste utmaningen att hitta rätt filmstil och rätt balans mellan fakta och fiktion. I ett tidigt skede försökte han att skriva filmen som en satir, men övergav detta och omarbetade materialet till en spänningsfilm.
Jätten är producerad av Helsinki-filmi med samproduktionsstöd från Yle. Finlands Filmstiftelse gav den 10 000 euro i manusstöd, 30 000 euro i utvecklingsstöd och 690 000 euro i produktionsstöd.

## Visningar
Filmen hade finländsk premiär den 22 januari 2016. Den tävlade vid Göteborgs filmfestival samma år. Den turnerade i Sverige under hösten 2016 med Finlandsinstitutets projekt Ny finsk film.

## Mottagande
Silja Sahlgren-Fodstad på Svenska Yle skrev att filmen lyckas balansera mellan intrig och hot om våld på det sätt som krävs i en spänningsfilm. Hon berömde hur regissören fått "skådespelarna att tona ner sitt spel", och lyfte fram Jani Volanens insats i den enda riktigt utagerande rollen, Joonas Saartamo i rollen som identifikationsobjekt och hur Peter Franzén med endast små medel lyckas att förmedla sin hotfulla rollfigur.
Filmen tilldelades Jussistatyetten för bästa manus och bästa manliga biroll (Jani Volanen).